# Калатес, Пэт
Патрик Шон «Пэт» Калатес (греч. Πατρίκιος Σον "Πατ" Καλάθης; род. 12 декабря 1985, Касселберри, штат Флорида, США) — греческий профессиональный баскетболист, игравший на позиции тяжёлого форварда.

## Карьера
Перед началом драфта НБА 2008 года многие эксперты прогнозировали, что Калатес будет выбран если не в первом, то во втором раунде. Тем не менее, Патрик выбранным не стал. Благодаря своим физическим и защитным данным, Калатес по прежнему интересен командам НБА.
Профессиональная карьера баскетболиста у Калатеса началась в 2008 году, когда он подписал 3-летний контракт с греческим клубом «Марусси».
Сезон 2010/2011 Калатес играл за «Колоссос».
Хорошо показав себя в этих клубах, Калатеса пригласили в самый известный и титулованный клуб Греции — «Панатинаикос».
Сезон 2012/2013 Калатес провёл в «Маккаби» (Хайфа). Вместе с израильским клубом стал чемпионом Израиля, а также был признан MVP чемпионата этого сезона.
С 2013 по 2016 годы Калатес выступал за «Астану».
В августе 2016 года Калатес вернулся в «Панатинаикос».

## Достижения
- Чемпион Казахстана (2): 2013/2014, 2014/2015
- Чемпион Израиля: 2012/2013
- Серебряный призёр Чемпионата Казахстана: 2015/2016
- Обладатель Кубка Греции: 2011/2012
- Обладатель Кубка Казахстана: 2014